# Befolkningstäthet

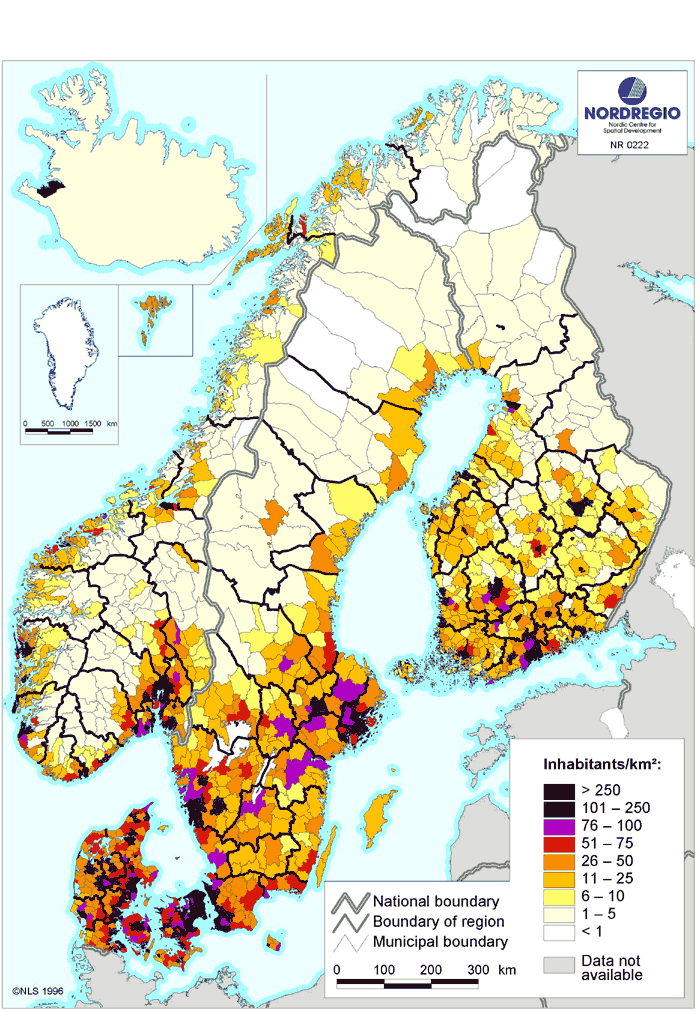
Befolkningstäthet.

Sveriges folktäthet per kommun i Sverige 2016.

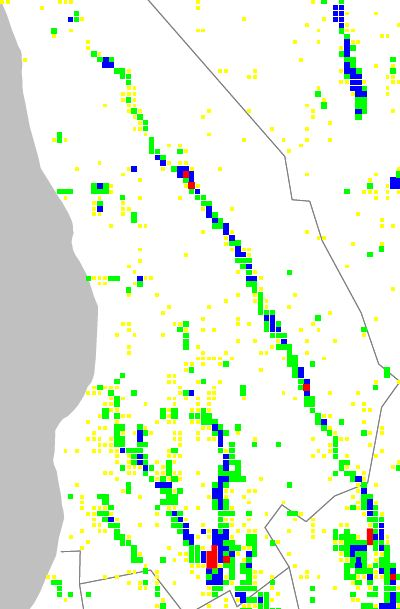
Del av SCB:s Befolkningsrutkarta 1995

Befolkningstäthet, folktäthet, är kvoten mellan ett områdes folkmängd och area och anger hur tätt befolkat ett geografiskt område är. Den vanliga enheten är invånare/km², och kan till exempel åskådliggöras i kartform. Folktätheten varierar betydligt mellan olika platser på jorden.

## Begreppet
Befolkningstäthet är ett mått som lätt leder till missförstånd. Befolkningen är ojämnt fördelad över ett land. Exempelvis bor 85 % av Sveriges befolkning på mindre än 1,5 % av landets yta. Nästan alla bor i tätorter med minst tvåhundra grannar inom gångavstånd. En del av de resterande 15 % av befolkningen bor i småorter med 50–199 personer och de som bor utanför sådana orter bor ofta utmed en älv eller en kust.
Detta illustreras väl på den första heltäckande rutkartan över Sveriges befolkning som Stig Olsson, vid Statistiska Centralbyrån, tog fram 1995.
Med utgångspunkt i OECD definition att Urban Areas har minst 50 000 invånare, kan konstateras att 6 av 10 svenskar bor i rural miljö snarare än i urban miljö. Detta är i samklang med det faktum att Sverige är ett av Europas mest glesbefolkade länder.
När det gäller planering av service och allokering av verksamheter behövs ofta större befolkningsunderlag än det som finns i de mindre orterna och i de fallen krävs beräkningar av tillgänglighet inom pendlingsavstånd eller andra modeller av befolkningens fördelning som passar i den aktuella studien.

## Statistik
År 2015 hade Sverige 24 invånare/km² (utifrån landets area borträknat insjöar och vattendrag) vilket kan jämföras med jordens genomsnittliga befolkningstäthet som var 56 invånare/km² (all landareal borträknat Antarktis) vid denna tidpunkt. FN ger varje år ut en rapport med titeln World Population Prospects som innehåller omfattande statistik över bland annat befolkningstäthet. Sverige är på plats 158 av 196 och tillhör alltså den mest glesbefolkade femtedelen av världens länder.
Bland de länder som har en yta på över 10 000 km² (det vill säga inte består av enbart en stad eller ett antal mindre öar) är Bangladesh världens mest tätbefolkande land med 1 237 personer per kvadratkilometer 2015. Tvåa på listan är Sydkorea med 519 inv/km².  Dock finns flera faktorer som kan påverka dessa siffrors relevans; exempelvis består Sydkorea till stor del av bergsområden där det är svårt att odla och leva medan Bangladesh i stort sett enbart består av bördig mark. Således kan Sydkorea i praktiken mycket väl vara mer trångbebott trots det lägre snittvärdet. I extremt befolkningstäta områden som till exempel de största stadskärnorna är det inte ovanligt att det bor tiotusentals människor inom en enda kvadratkilometer. Världens mest tätbefolkade område någonsin var slumkvarteret Kowloon Walled City i Kowloon, Kina, som år 1990 ska ha utgjort 1 924 563 invånare/km² (cirka 50 000 invånare inom knappt tre hektar) – praktiskt taget två människor/m². Kvarteret revs 1992–1994.
Enligt en undersökning av Alasdair Rae vid University of Sheffield från 2018, återfinns Europas mest tätbefolkade kvadratkilometer i Barcelona med drygt 53 000 invånare. Södermalm i Stockholm var på sjätte plats på den listan med drygt 26 000 invånare.
Till de minst tätbefolkade länderna hör Mongoliet, Namibia och Australien med endast 2–3 invånare/km².